# Tephritis hyoscyami
Tephritis hyoscyami är en tvåvingeart som först beskrevs av Carl von Linné 1758.  Tephritis hyoscyami ingår i släktet Tephritis och familjen borrflugor. Arten är reproducerande i Sverige. Inga underarter finns listade i Catalogue of Life.